# Furman (Karolina Południowa)
Furman – miasto w Stanach Zjednoczonych, w stanie Karolina Południowa, w hrabstwie Hampton.